# Policía patriótica
La expresión policía patriótica hace referencia a un presunto entramado formado por altos mandos y agentes del Cuerpo Nacional de Policía español que, durante la primera legislatura del presidente del Gobierno Mariano Rajoy (2011–2015), habrían llevado a cabo actividades ilícitas con fines políticos. Según diversas investigaciones periodísticas y judiciales, este grupo habría actuado al margen del control judicial para espiar, desacreditar y fabricar pruebas contra adversarios políticos del Partido Popular (PP), con especial atención a formaciones como Podemos y partidos independentistas catalanes.

## Origen y estructura
El término comenzó a utilizarse en torno a 2015 para describir a este grupo operativo, integrado por comisarios y mandos policiales próximos al entonces ministro del Interior, Jorge Fernández Díaz. Uno de los nombres más destacados en su organigrama es el del comisario José Manuel Villarejo, vinculado a múltiples tramas de espionaje y filtraciones.
La presunta finalidad de este grupo era llevar a cabo investigaciones prospectivas, seguimientos y campañas de descrédito sin respaldo judicial, utilizando técnicas como la filtración mediática, el espionaje, la elaboración de pruebas falsas y la manipulación documental. Estas actuaciones se habrían realizado en colaboración con determinados medios de comunicación afines ideológicamente al partido en el Gobierno.

## Operaciones relevantes
Entre las operaciones más conocidas vinculadas a esta estructura se encuentra la llamada Operación Cataluña, dirigida contra líderes del movimiento independentista catalán. También se han documentado acciones contra dirigentes de Podemos, consistentes en la elaboración de dosieres falsos sin validez jurídica y su posterior difusión pública. El Estado financió viajes a Miami y Nueva York para conseguir pruebas que relacionaran a la formación morada con financiación venezolana. 
Estas prácticas han sido interpretadas como una forma de guerra sucia desde las instituciones del Estado, con el objetivo de condicionar la vida política y judicial en España, vulnerando principios fundamentales como la separación de poderes y la neutralidad institucional. Algunos mandos de la Policía Nacional bajo el gobierno de Rajoy realizaron investigaciones prospectivas y ajenas a cualquier interés policial, sin control judicial ni del Ministerio Fiscal. Al buscar pruebas contra Podemos, un audio recoge cómo el inspector jefe de la Dirección Adjunta Operativa (DAO) de la Policía Nacional, José Ángel Fuentes Gago, afirmó en un viaje a Nueva York “Si evitamos que llegue [Podemos] al Gobierno, mejor para todos”. A estos efectos, la Policía produjo miles de búsquedas en sus bases de acceso restringido poniendo los nombres de los diputados de Podemos, desde 2014. Según se demuestra en las investigaciones del caso Kitchen, el número dos del Ministerio de Interior, Francisco Martínez, exortaba al jefe de la Unidad Central de Apoyo Operativo (UCAO) de la Policía Nacional, Enrique García Castaño, para que encontrara cualquier información de los diputados: "algo tiene que ser chungo".

### Guerra sucia contra Podemos
El 30 de octubre de 2023, Podemos presentó una querella en la Audiencia Nacional contra la policía patriótica por delitos de organización criminal, apoderamiento y revelación de secretos, prevaricación administrativa y falsedad documental. Según la acusación, el equipo del ministro de Interior, Fernández Díaz, llevó a cabo una persecución política por medio de montajes judiciales y pruebas falsas que ocuparon horas de televisión y radio y que finalmente quedaron archivadas. La guerra sucia contra Podemos tenía por objetivo desgastar electoralmente a la formación morada y a su entonces líder, Pablo Iglesias, cuando las encuestas le daban opción de gobierno. 
A dos meses de las elecciones de diciembre de 2015, Bonifacio Díez Sevillano y Jesús Vicente Galán, dos mandos de la Dirección Adjunta Operativa (DAO) de la Policía, bajo órdenes del comisario Eugenio Pino, número 2 del cuerpo nacional de Policía, presentan documentos de "máxima fiabilidad" del informante Carlos Alberto Arias que involucraban a Podemos con financiación del gobierno venezolano de Hugo Chávez. Ambos mandos policiales estuvieron imputados en el caso Kitchen por eliminación de pruebas perjudiciales al Partido Popular. Ambos policías fueron premiados con medallas pensionadas y destinos dorados con un sueldo de más de 10.000 euros brutos al mes. El ministerio de Fernández Díaz propuso dar la residencia al informante del bulo por su "contribución a la seguridad de España".
Menos de tres semanas después, Eduardo Inda publica en OkDiario una noticia que vinculaba a Iglesias con un pago de 272.000 dólares en Granadinas. Esta información, que se ha demostrada falsa, llamada Informa Granadinas, es amplificada por otros medios de comunicación.
Asimismo, el dossier PISA (Pablo Iglesias Sociedad Anónima), difundido sin sello ni firma policial, fue publicado por OkDiario y por El Confidencial, mientras se estaban constituyendo las Cortes en enero de 2016. En esta ocasión se vincula falsamente a Irán y Venezuela con la financiación de Podemos. El día que saltó a los medios de comunicación, Soraya Sáenz de Santamaría, entonces vicepresidenta del Gobierno en funciones, convocó una rueda de prensa para exigir a Podemos colaborar con una investigación judicial que no existía. El grupo vinculado a la extrema derecha Manos Limpias se querelló ante el Tribunal Supremo valiéndose de ese informe falso, la cual no fue admitida, aunque tuvo revuelo mediático.
Asimismo, la policía patriótica también solicitó a un estafador siete informes (aún mantenidos en secreto) para conectar a la formación morada con financiación venezonala en el contexto de la guerra sucia contra Podemos.

## Repercusiones judiciales e institucionales
Las actividades atribuidas a la policía patriótica han dado lugar a comisiones parlamentarias de investigación y a procedimientos judiciales dirigidos a esclarecer responsabilidades. Algunos altos cargos del Ministerio del Interior y del Partido Popular han sido imputados o investigados por su presunta participación en estas tramas. El caso ha alimentado el debate sobre el uso partidista de las instituciones del Estado y la necesidad de reforzar los mecanismos de control democrático sobre las fuerzas de seguridad.
A pesar de la abundante documentación acumulada en medios y tribunales, varios dirigentes del Partido Popular han negado la existencia de esta estructura, calificándola como una invención política. Entre ellos destacan María Dolores de Cospedal y Soraya Sánez de Santamaría, quienes han restado credibilidad a las acusaciones vertidas y se han desvinculado de dichas tramas durante su mandato.